# Fran Eller
Fran Eller, slovenski pravnik, pesnik in pedagog, * 10. avgust 1873, Marija na Zilji, † 14. februar 1956, Ljubljana.

## Življenjepis
Eller je leta 1899 končal študij prava na Dunaju. Kot finančni in davčni strokovnjak je služboval na Dunaju in Sloveniji. V študentskih letih je bil skupaj s I. Cankarjem, F. Govekarjem, O. Župančičem in drugimi član novoustanovljenega Literarnega kljuba na Dunaju. Od leta 1920 do 1935 je bil predavatelj finančnega prava na Pravni fakulteti v Ljubljani.

## Literarno delo
Ellerjeva prva pesem je izšla 1894 v Ljubljanskem zvonu. Kasneje je svoje pesmi objavljal v različnih revijah tako v Sloveniji kot tudi na Dunaju. Edino pesniško zbirko Koroške pesmi je izdal 1947.
V Ellerjevi poeziji prevladuje domoljubno oziroma nacionalno čustvo. V pretežno realističnih, redko impresionističnih pesmih ter svobodnejših sonetih izpoveduje bolečino zaradi raznarodovanja koroških Slovencev in kritiko njihove pasivnosti in uklonjivosti. 